# Joso

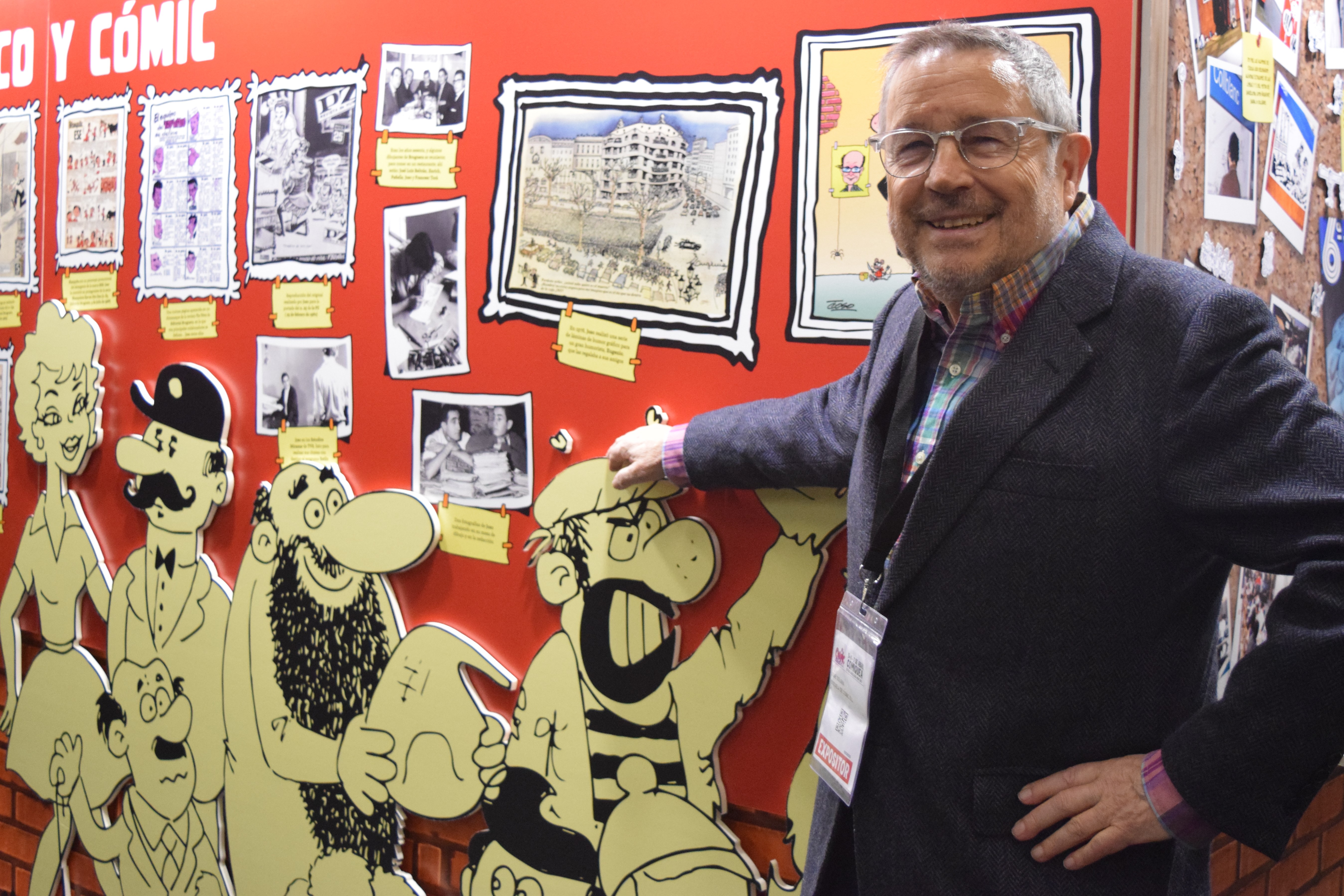
Joso al Saló del Còmic de 2019, davant l'exposició en homenatge a la seva obra.

Josep Solana i Zapater, més conegut com a Joso (Santa Coloma de Gramenet, Barcelona, 23 de febrer de 1939), és un dibuixant de còmics i empresari català. És el fundador del centre de còmic i arts visuals Escola Joso.

## Biografia
Josep Solana va començar molt jove a treballar com a dibuixant de còmics al Tío Vivo del segell Der. Posteriorment va passar a treballar com a historietista i humorista gràfic a Bruguera. No és un dels noms que més destacaren a la producció de l'editorial, però la seva feina sempre va ser efectiva i estava en línia amb la producció de l'empresa. Home dinàmic i amb iniciativa empresarial, als anys seixanta va fundar juntament amb els seus germans l'empresa familiar Publicidad Solana. Alternava la seva feina de publicista amb la d'humorista gràfic i amb la de redactor de la revista satírica La PZ. Joso també va col·laborar en programes de divulgació a les dues cadenes estatals de TVE.
Durant dos anys (1980-81) va impartir uns cursos de dibuix i còmic a un grup de joves aspirants a artistes. L'experiència li va servir per a perfilar la que va ser la seva gran aportació al món de la historieta: l'Escola de Còmic Joso, fundada el 1982. Aquest centre, actualment amb dues seus (una a Barcelona i l'altra a Sabadell), compta amb una mitja de 600 alumnes per any. El seu nom oficial és Escola Joso. Centre de Còmic i Arts Visuals. D'allà han sortit des dels anys vuitanta diversos historietistes i il·lustradors professionals, i milers d'alumnes amb estudis sobre el món del dibuix, el disseny i el còmic.

## Estil
Pel crític de còmic Juan Antonio Ramírez, l'obra de Joso per a Bruguera es va caracteritzar sempre pel seu equilibri i sobrietat. Tal com afirma Jesús Cuadrado, la seva obra no fou molt original, però sí efectiva.

## Homenatges
Al 37è Saló del Còmic de Barcelona (2019), se li va fer una exposició d'homenatge per commemorar els seu vuitantè aniversari.

## Obra
| Anys | Títol                                     | Publicació |
| ---- | ----------------------------------------- | ---------- |
| 1958 | El sabio Eureka                           | Tío Vivo   |
| 1958 | Ríase de...                               | Tío Vivo   |
| 1958 | Lidia y su hermanito Jaimito              | Tío Vivo   |
| 1960 | Don Cuplé                                 | Tío Vivo   |
| 1965 | Marilín                                   | Din Dan    |
| 1965 | Pepito Almendritos                        | Tío Vivo   |
| 1966 | Epitafio Perdigón, que no da ni con cañón | Pulgarcito |